# Jean-Pierre Dupuy
Jean-Pierre Dupuy (nascut el 20 de febrer de 1941) és un enginyer i filòsof francès.

## Biografia
Dupuy va estudiar a l'École polytechnique, on es va graduar el 1965 i va estudiar a l'École des Mines. Va ser professor de francès i investigador al Center for the Study of Language and Information (CSLI) de la Universitat Stanford, a Califòrnia. També va ensenyar filosofia social i política i ètica de la ciència i la tecnologia fins al 2006 a l'École Polytechnique.
Va fundar el centre de ciències cognitives i epistemologia de l'École polytechnique (CREA) el 1982 amb Jean-Marie Domenach a partir de reflexions preliminars de Jean Ullmo. Aquest centre es va convertir en una unitat de recerca mixta el 1987. Des del principi, la seva vocació va ser doble i va implicar tant la modelització en ciències humanes (models d'autoorganització de sistemes complexos) com la filosofia de la ciència (en particular, l'epistemologia de les ciències cognitives).
A A Short Treatise on the Metaphysics of Tsunamis (2015), Dupuy examina els desastres naturals i els provocats per l'home, inclosa la crisi climàtica, per explorar per què el públic sovint considera inevitables o naturals les atrocitats exorbitants. Examina el terratrèmol de Lisboa el 1755, el tsunami a l'oceà Índic el 2004, el camp d'extermini d'Auschwitz i els bombardejos atòmics d'Hiroshima i Nagasaki.